# جورج كوفييه

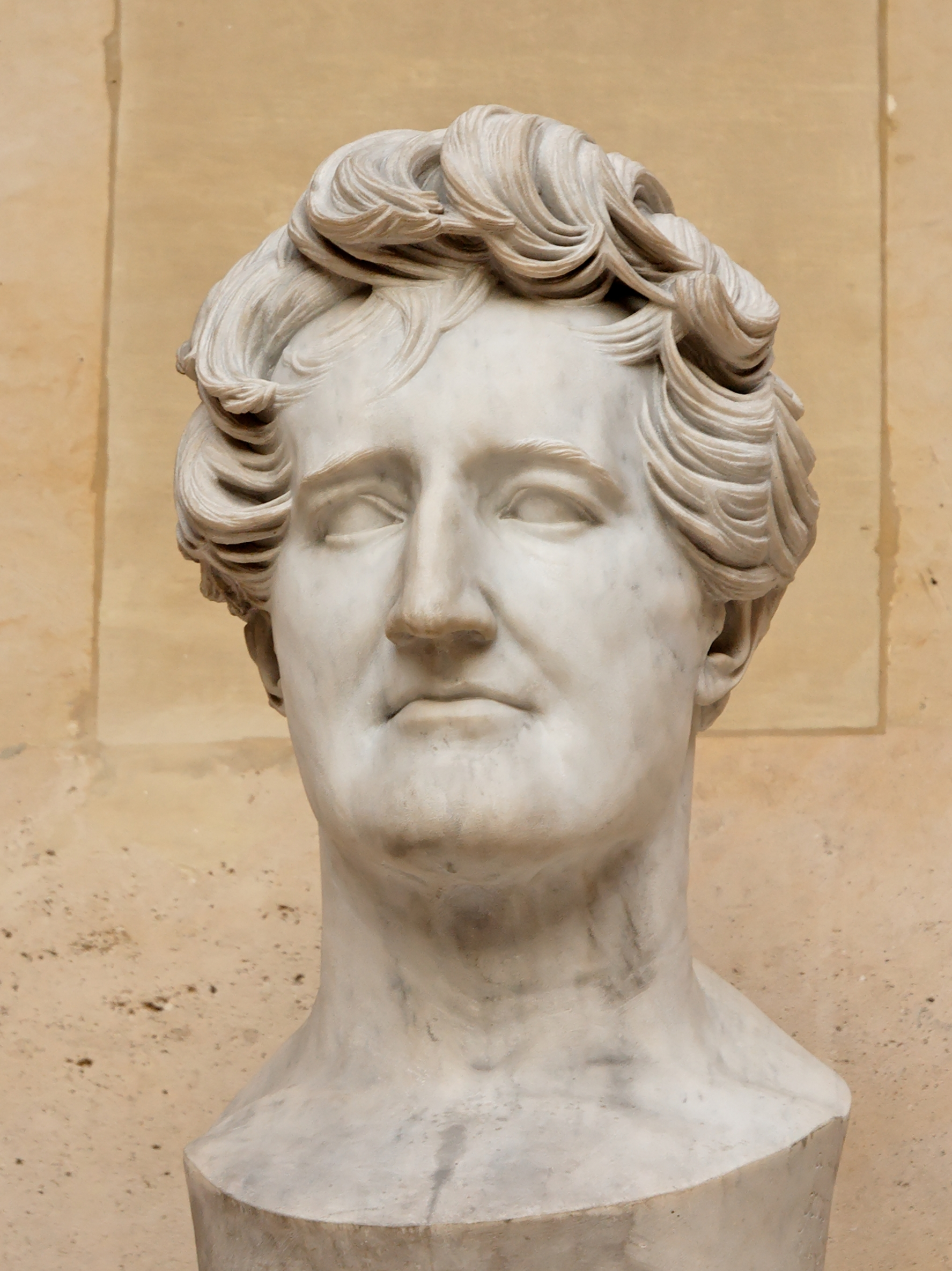
تمثال نصفي تذكاري من نحت ديفيد دانجرس، 1833

جورج كوفييه (بالفرنسية: Georges Cuvier)‏ ولد في 23 أغسطس 1769 ميلادية وهو فرنسي الجنسية ويعد من أهم أقطاب العلم في القرن الثامن عشر ويعد كذلك من أهم من ترأسوا أكاديمية العلوم.

## دراسته
درس في شتوتغارت حتى عام 1788 ميلادية ثم صار معلماً لأبناء أسرة أحد النبلاء في نورماندي.

## نبذة عن حياته
ذاعت شهرته كأحد المؤمنين بالمذهب الطبيعي، بعد هذا تلقى دعوة للعمل في باريس كأستاذ تشريح الحيوان في متحف التاريخ الطبيعي الذي تم تأسيسه بعد الثورة الفرنسية وحينما صعد نجم نابيليون بونابرت فاز كوفييه بمناصب مهمة في مجال التعليم حتى أصبح طبيب نابيليون بونابرت وهي مناصب ظل يحتفظ بها بعد عودة الملكية، وفي عام 1831 ميلادية نال لقب بارون.
و قد عمل كوفييه في كل المجالات العلمية تقريباً وقيل أن بوسعه تركيب هيكل عظمي كامل من عظمة واحدة فيه وهي مبالغة تنم عن سعة علمه.
و قد صار عمله أساس علم الحفريات الفقرية وقد أجرى تعديلات مهمة على تقسيم المملكة الحيوانية، وقام بترتيب الحفريات والكائنات الحية ضمن هذا التصنيف وبرهن على أن الانقراض حقيقة علمية.
كان كوفييه يؤمن أن الكائنات الحية يجب أن تصنف طبقاً للوظيفة وليس المظهر، وقد خاض جدلاً عنيفاً مع معاصره جيفري حول نظرية التطور والارتقاء، فقد أفترض أن الأنواع الجديدة نشأت بعد سلسلة من الفياضانات المتكررة ويذكر له أضاً أن كانت دراسته لحوض أنهار باريس هي مصدر نظرية ترابط الطبقات الحيوية.
كذلك كان كوفييه من ألد أعداء نظريات لامارك في التطور ولم يؤمن بنظرية التطور العضوي ولكنه آمن بتكرار عملية الخلق بعد الكوارث الطبيعية.

## وفاته
توفي كوفييه وهو في أرقي حالاته العلمية في 13 مايو 1832 ميلادية. تم تخليد أسمه بأطلاقه على العديد من الحيوانات منها حوت كوفييه ذو المنقار (والذي كان يعتقد انه منقرض)، غزال كوفييه وسمي جنس نباتي الكوفييرة (الاسم العلمي:Cuviera). كما أطلق أسمه على جزيرة في نيوزيلندا

## الأفكار العلمية وآثارها

### بقايا سارتجي بارتمان
توفيت سارتجي بارتمان في ديسمبر عام 1815 ونُقلت إلى باريس، حيث شرّحها جورج كوفيير. فحص كوفيير مهبل بارتمان والشفرين، وخلص إلى أنهما لا يشبهان الأعضاء التناسلية للقردة. ومع ذلك، فقد خلص إلى أن دُبُرها كان أشبه بدبر إناث قردة البابون أو الميمون أكثر من دُبُر امرأة أوروبية. كان يعتقد أن جمجمتها تمثل خليطًا بين الزنوج والمنغوليين، ولكنها أشبه بجمجمة قرد أكثر من أي جمجمة بشرية أخرى.
عُرضت رفاتها في متحف الإنسان في باريس حتى عام 1970، ثم وُضعت في مخزن، لتُعاد بعدها إلى جنوب أفريقيا في عام 2002.

### معارضته التطور
كان كوفيير ناقدًا لنظريات التطور، خاصة تلك التي اقترحها معاصروه لامارك وجيفري سان هيلير، والتي تضمنت التحول التدريجي لشكل ما إلى شكل آخر. وقد أكد مرارًا وتكرارًا على أن تجربته الواسعة مع المواد الأحفورية تشير إلى أن النموذج الأحفوري لا يتحول، كقاعدة عامة، تدريجيًا إلى شكل أحفوري لاحق ومتميز.
كان المنشأ العميق لمعارضته فكرة التحول التدريجي للأنواع، هو هدفه في إنشاء تصنيف دقيق قائم على مبادئ التشريح المُقارن. سيكون مشروعًا مثل هذا مستحيلًا إذا كانت الأنواع قابلة للتحول، مع عدم وجود حدود واضحة فيما بينها.
وفقًا لمتحف علم الأحياء القديمة في جامعة كاليفورنيا، «لم يؤمن كوفيير بالتطور العضوي، لأن أي تغيير في تشريح كائن ما كان سيجعله غير قادر على البقاء. لقد درس القطط المحنطة وطيور أبو منجل التي أعادها جيوفري من غزو نابليون لمصر، وأظهر أنهم لا يختلفون عن نظرائهم الأحياء؛ استخدم كوفيير هذا الأمر لدعم إدعائه بان أشكال الحياة لم تتطور مع مرور الوقت».
لاحظ كوفيير أيضًا أن رحلة نابليون إلى مصر قد استرجعت الحيوانات المحنطة منذ آلاف السنين، والتي بدت غير مختلفة عن نظيراتها المُعاصرة. «بالتأكيد»، كتب كوفيير، «لا يمكن للمرء اكتشاف أي اختلاف بين هذه المخلوقات وتلك التي نراها، أكبر من اختلاف المومياوات البشرية والهياكل العظمية للرجال في الوقت الحاضر».
رفض لامارك هذا الاستنتاج، بحجة أن التطور حدث ببطء شديد بشكل لا يمكن ملاحظته على مدى بضعة آلاف من السنين. ومع ذلك، انتقد كوفيير بدوره كيف قدّم لامارك وغيره من علماء الطبيعة مئات من السنين «بجرة قلم» لدعم نظريتهم. وبدلاً من ذلك، جادل أن المرء قد يطلق حكمًا على أن المدة الزمنية الطويلة تنتج فقط من مضاعفة ما ينتج عن المدة الزمنية الأقل. ووضح قائلًا إنه نظرًا لأن الفترة الأقل لم ينتج عنها أي تغييرات عضوية، فلن ينتج تغيير أيضًا عن مدة زمنية أطول بكثير.
علاوة على ذلك، فإن التزامه بمبدأ الارتباط بين الأجزاء، جعله يشك في أن أي آلية يمكن أن تعدل أي جزء من الحيوان بشكل تدريجي بمعزل عن جميع الأجزاء الأخرى (بالطريقة التي اقترحها لامارك)، دون أن يجعل هذا التغيير الحيوان قادرًا على البقاء.

### الانقراض
في وقت مبكر من فترة عمله في المتحف الوطني في باريس، نشر كوفيير دراسات عن العظام الأحفورية التي جادل فيها بأنهم ينتمون إلى رباعيات ضخمة منقرضة. كان أول منشورين له هما المنشورين اللذين حددا انتماء مستحاثات الماموث والماستودون إلى الأنواع المنقرضة وليس الأفيال الحديثة، وحددا أيضًا البهضم كنوع عملاق منقرض من حيوان الكسلان الحالي.
كان هيكل الفك والأسنان لكل من الماموث والماستودون هو الدليل الرئيسي الذي استخدمه لتحديد هويتهم كأنواع منفصلة ومنقرضة. بالإضافة إلى أن مقارنته لجمجمة البهضم مع جماجم الأنواع الموجودة من حيوانات الكسلان هي الدليل الرئيسي الذي استخدمه لتحديد أنه ينتمي إلى فئة حيوانات الكسلان العملاقة.
كتب كوفيير عن طريقته في علم الأحياء القديمة أن «شكل السن يدل على شكل اللقمة، وأن شكل لوح الكتف يدل على شكل الأظافر، تمامًا مثلما تنطوي معادلة المنحني على كل خصاصه؛ وتمامًا أيضًا كما في أخذ كل خاصية على حدة كأساس لمعادلة خاصة، يمكننا العودة منها إلى المعادلة الأصلية وغيرها من الخصائص المرتبطة بها، على نحو مماثل، الأظافر ولوح الكتف واللقمة وعظم الفخذ، كل واحدة منها تكشف على نوع السن أو على بعضها البعض، وابتداًء من كل منها، يمكن للأستاذ الدارس لقوانين الاقتصاد العضوي إعادة هيكلة مستحاثات الحيوان بأكملها».
ومع ذلك، كانت طريقة كوفيير الفعلية تعتمد اعتمادًا كبيرًا على مقارنة عينات المستحاثات مع تشريح الأنواع الباقية في السياق الضروري لمعرفته الواسعة بالتشريح الحيواني والوصول إلى مجموعات التاريخ الطبيعي الفريدة في باريس. ومع ذلك، لم يمنع هذا الواقع من ظهور أسطورة شائعة مفادها أن كوفييه يمكنه إعادة بناء الهياكل الجسدية الكاملة للحيوانات المنقرضة بالنظر إلى أجزاء قليلة فقط من العظام.
في الوقت الذي قدم فيه كوفيير ورقته البحثية في عام 1796 حول الأفيال الحية والمستحاثية، كان ما يزال يعتقد بشكل كبير أنه لم ينقرض أي نوع من الحيوانات.
زعم بعض العلماء مثل بوفون، أن المستحاثات الموجودة في أوروبا لحيوانات مثل وحيد القرن الصوفي والماموث كانت بقايا حيوانات لا تزال تعيش في المناطق الاستوائية (مثل الكركدنيات والفيلة).

## روابط خارجية
- جورج كوفييه على موقع الموسوعة البريطانية (الإنجليزية)
- جورج كوفييه على موقع إن إن دي بي (الإنجليزية)